# Evangeline Lilly
Nicole Evangeline Lilly (* 3. srpna 1979 Fort Saskatchewan, Alberta, Kanada) je kanadská herečka dvakrát nominovaná na Zlatý glóbus za roli Kate Austenové v seriálu Ztraceni.

## Život
Narodila se ve Fort Saskatchewanu v Albertě. Její otec je učitel ekonomie, její matka konzultantka. Má jednu mladší sestru.
Ve svém dětství navštěvovala tři základní školy: Fort Elementary, Rudolph Henning a James Mowat Elementary. Poté studovala mezinárodní vztahy na Univerzitě Britské Kolumbie.
Byla objevena jednou modelingovou agenturou. Veškeré peníze, které si takto vydělala, vložila do studia na univerzitě. Krátce nato účinkovala v několika reklamách, seriálech (např. Smallville) i filmech.

## Filmografie

### Film
| Rok  | Název                      | Role                 | Poznámky              |
| ---- | -------------------------- | -------------------- | --------------------- |
| 2003 | Jak ukrást Sinatru         | modelka v reklamě    | neuvedena v titulcích |
| 2003 | Italské prázdniny          | strážnice            | neuvedena v titulcích |
| 2003 | Freddy vs. Jason           | studentka            | neuvedena v titulcích |
| 2004 | Někdo to rád blond         | host na párty        | neuvedena v titulcích |
| 2005 | Dlouhý víkend              | Simone               |                       |
| 2008 | Smrt čeká všude            | Connie James         |                       |
| 2008 | Po smrti                   | Claire               |                       |
| 2011 | Ocelová pěst               | Bailey Tallet        |                       |
| 2013 | Hobit: Šmakova dračí poušť | Tauriel              |                       |
| 2014 | Hobit: Bitva pěti armád    | Tauriel              |                       |
| 2015 | Ant-Man                    | Hope van Dyne        |                       |
| 2017 | Little Evil                | Samantha             |                       |
| 2018 | Ant-Man a Wasp             | Hope Van Dyne / Wasp |                       |
| 2019 | Avengers: Endgame          | Hope Van Dyne / Wasp |                       |

### Televize
| Rok     | Název               | Role                                       | Poznámky                      |
| ------- | ------------------- | ------------------------------------------ | ----------------------------- |
| 2001–04 | Smallville          | školačka, dívka v kině, Wadeova přítelkyně | neuvedena v titulcích, 4 díly |
| 2003–04 | Volání mrtvých      | host na párty                              | neuvedena v titulcích         |
| 2004    | Královská nemocnice | Bentonova přítelkyně                       | díl: „Heartless“              |
| 2004–10 | Ztraceni            | Kate Austen                                | hlavní role, 108 dílů         |

### Videohry
| Rok  | Název                     | Role                  | Poznámky |
| ---- | ------------------------- | --------------------- | -------- |
| 2018 | Call of Duty: Black Ops 4 | Savannah Mason (hlas) |          |

## Ocenění a nominace
| Rok  | Ocenění                                     | Kategorie                                                               | Práce                      | Výsledek  |
| ---- | ------------------------------------------- | ----------------------------------------------------------------------- | -------------------------- | --------- |
| 2004 | Satellite Awards                            | nejlepší televizní herečka: drama                                       | Ztraceni                   | nominace  |
| 2004 | Cena Saturn                                 | nejlepší televizní herečka                                              | Ztraceni                   | nominace  |
| 2005 | Cena Saturn                                 | nejlepší televizní herečka                                              | Ztraceni                   | nominace  |
| 2005 | Screen Actors Guild Awards                  | nejlepší obsazení: dramatický seriál                                    | Ztraceni                   | vítězství |
| 2005 | Teen Choice Awards                          | nejlepší televizní herečka: drama                                       | Ztraceni                   | nominace  |
| 2005 | Teen Choice Awards                          | televizní objev roku: žena                                              | Ztraceni                   | nominace  |
| 2005 | Teen Choice Awards                          | nejlepší televizní chemie (sdíleno Matthewem Foxem)                     | Ztraceni                   | nominace  |
| 2006 | National Television Awards                  | nejpopulárnější herečka                                                 | Ztraceni                   | nominace  |
| 2006 | Cena Saturn                                 | nejlepší televizní herečka                                              | Ztraceni                   | nominace  |
| 2006 | Gold Derby Awards                           | nejlepší obsazení                                                       | Ztraceni                   | nominace  |
| 2006 | Teen Choice Awards                          | nejlepší televizní herečka: drama                                       | Ztraceni                   | nominace  |
| 2006 | Teen Choice Awards                          | nejlepší televizní chemie (sdíleno Matthewem Foxem a Joshem Hollowayem) | Ztraceni                   | nominace  |
| 2007 | Zlatý glóbus                                | nejlepší televizní herečka: drama                                       | Ztraceni                   | nominace  |
| 2007 | Cena Saturn                                 | nejlepší televizní herečka: drama                                       | Ztraceni                   | nominace  |
| 2007 | Gold Derby Awards                           | nejlepší obsazení                                                       | Ztraceni                   | nominace  |
| 2007 | Teen Choice Awards                          | nejlepší televizní herečka: drama                                       | Ztraceni                   | nominace  |
| 2008 | Cena Saturn                                 | nejlepší televizní herečka: drama                                       | Ztraceni                   | nominace  |
| 2008 | Gold Derby Awards                           | nejlepší obsazení                                                       | Ztraceni                   | vítězství |
| 2008 | Teen Choice Awards                          | nejlepší televizní herečka: drama                                       | Ztraceni                   | nominace  |
| 2009 | Cena Saturn                                 | nejlepší televizní herečka                                              | Ztraceni                   | nominace  |
| 2009 | Gotham Awards                               | nejlepší obsazení                                                       | Smrt čeká všude            | vítězství |
| 2009 | Washington DC Area Film Critics Association | nejlepší obsazení                                                       | Smrt čeká všude            | vítězství |
| 2009 | Awards Circuit Community Awards             | nejlepší obsazení                                                       | Smrt čeká všude            | nominace  |
| 2010 | Teen Choice Awards                          | nejlepší televizní herečka: fantasy/sci-fi                              | Ztraceni                   | nominace  |
| 2010 | Scream Awards                               | nejlepší herečka: sci-fi                                                | Ztraceni                   | nominace  |
| 2010 | Gold Derby Awards                           | nejlepší televizní obsazení                                             | Ztraceni                   | nominace  |
| 2010 | Gold Derby Awards                           | nejlepší filmové obsazení                                               | Smrt čeká všude            | nominace  |
| 2010 | Denver Film Critics Society                 | nejlepší obsazení                                                       | Smrt čeká všude            | nominace  |
| 2010 | Screen Actors Guild Awards                  | nejlepší filmové obsazení                                               | Smrt čeká všude            | nominace  |
| 2014 | MTV Movie Awards                            | nejlepší souboj (sdíleno s Orlandem Bloomem)                            | Hobit: Šmakova dračí poušť | vítězství |
| 2014 | Critics' Choice Movie Awards                | nejlepší filmová herečka: akční film                                    | Hobit: Šmakova dračí poušť | nominace  |
| 2014 | Empire Awards                               | nejlepší herečka ve vedlejší roli                                       | Hobit: Šmakova dračí poušť | nominace  |
| 2014 | Kids' Choice Awards                         | nejlepší nakopávač zadků: žena                                          | Hobit: Šmakova dračí poušť | nominace  |
| 2014 | Cena Saturn                                 | nejlepší herečka ve vedlejší roli                                       | Hobit: Šmakova dračí poušť | nominace  |
| 2015 | Kids' Choice Awards                         | nejoblíbenější akční hvězda: žena                                       | Hobit: Bitva pěti armád    | nominace  |
| 2015 | Cena Saturn                                 | nejlepší herečka ve vedlejší roli                                       | Hobit: Bitva pěti armád    | nominace  |
| 2015 | Teen Choice Awards                          | nejlepší letní filmová hvězda: žena                                     | Ant-Man                    | nominace  |
| 2016 | Cena Saturn                                 | nejlepší herečka ve vedlejší roli                                       | Ant-Man                    | nominace  |